# Guillem March Dolls
Guillem March Dolls   (Palma, 28 de setembre de 1979) nom artístic de Guillem March Dolls és un il·lustrador mallorquí.

## Biografia
Guillem March va començar a despuntar dins el món del còmic mallorquí amb unes tires d'un diari universitari i en fanzines com Coma o Creativa i a la revista Esquitx. Per Dolmen i d'altres editorials va crear il·lustracions eròtiques. En el mercat de còmic francobelga va debutar amb l'àlbum de còmic eròtic Souvenirs (Paquet, 2004), de còmic detectivesc l'àlbum Jours gris (2008) i de còmic fantàstic Vampyres(2009).
En el còmic de superherois va dibuixar a l'univers DC el personatge de Batman (Batman and Robin, Battle for the Cowl, Birds of Prey, Catwoman, Detective Comics, Gotham City Sirens) en aquestes sèries i va posar un punt d'erotisme que no va passar desapercebut pels lectors. Per la mateixa editorial DC Comics, ha dibuixat en les sèries Wonder Woman, Batman Eternal, Trinity i Action Comics.
Per l'editorial Dupuis va dibuixar dos àlbums amb una combinació de suspens i erotisme, Monika i The Dream.

## Premis
El 1999 començaren a arribar els premis de l'art jove. Que tornà a guanyar el 2001 compartit amb Canizales, el 2002 compartit amb Alex Fito i el 2005, els buits es deuen al fet que l'organització no deixava presentar-se l'any següent als guanyadors.